# Atletica leggera ai Giochi della III Olimpiade - Lancio del disco
La gara del lancio del disco dei Giochi della III Olimpiade si tenne il 3 settembre 1904 al Francis Field della Washington University di Saint Louis.

## L'eccellenza mondiale
I migliori atleti del mondo superano abbondantemente i 40 metri. Guarda tutti dall'alto il francese Marius Eynard con 43,21 (Parigi, 2 maggio 1903); poi vi sono atleti ungheresi, tedeschi e finlandesi. Tutti assenti.

Il lancio del disco è, insieme al salto triplo, una delle poche gare a basso contenuto tecnico dei Giochi.

## Risultati
| Pos.    | Atleta              | Nazione     | Età | Misura | Spareggio |
| ------- | ------------------- | ----------- | --- | ------ | --------- |
| Oro     | Martin Sheridan     | Stati Uniti | 23  | 39,28  | 38,97     |
| Argento | Ralph Rose          | Stati Uniti | 19  | 39,28  | 36,74     |
| Bronzo  | Nikolaos Georgantas | Grecia      | 24  | 37,68  |           |
| 4       | John Flanagan       | Stati Uniti | 31  | 36,14  |           |
| 5       | John Biller         | Stati Uniti | 27  | n/d    |           |
| 6       | James Mitchel       | Stati Uniti | 40  | n/d    |           |

Il lancio di spareggio di Saint Louis rimane un unicum in tutta la storia olimpica dei lanci.

## Galleria d'immagini

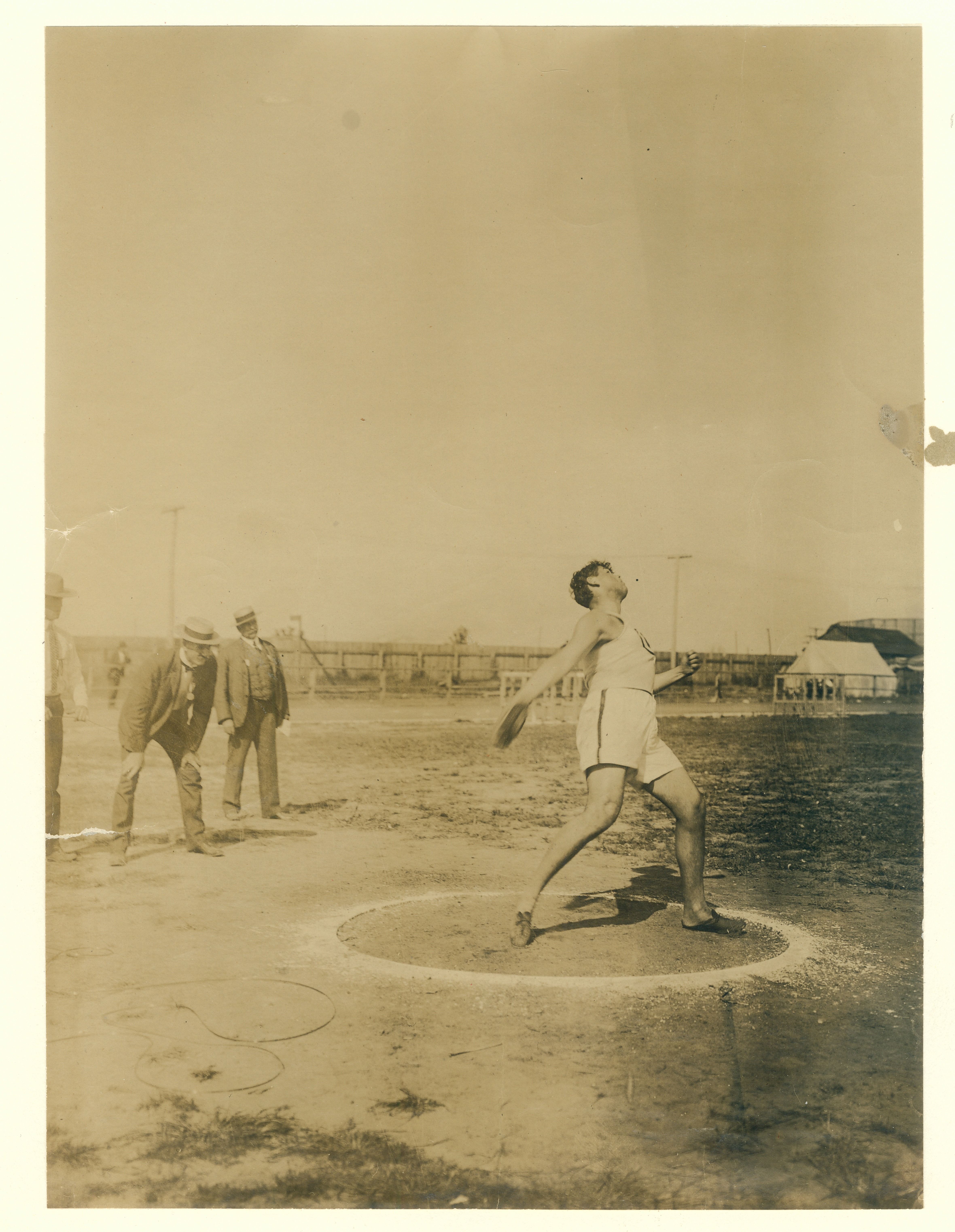
Ralph Rose, il secondo classificato.
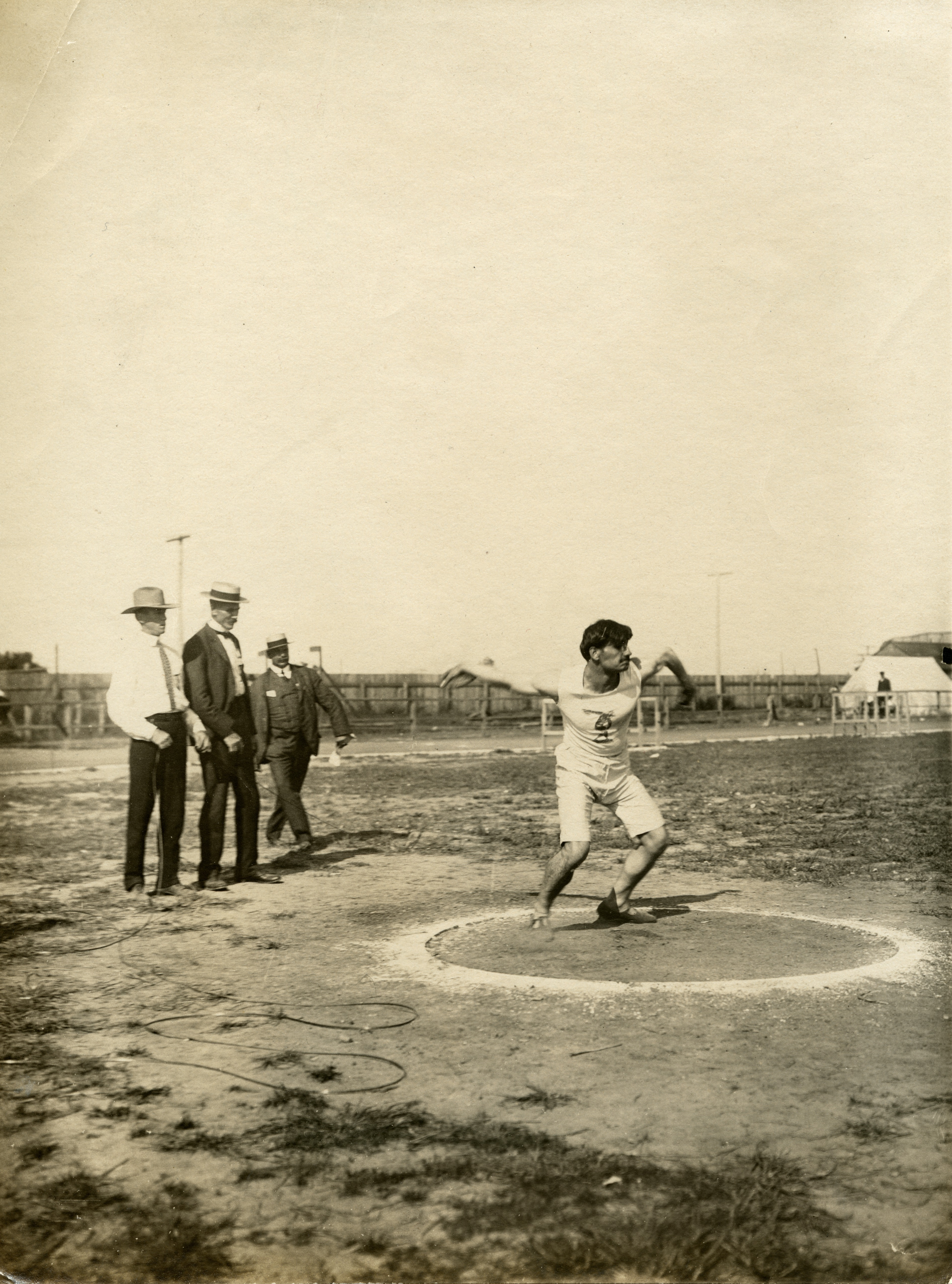
Il greco Nikolaos Georgantas, terzo classificato.
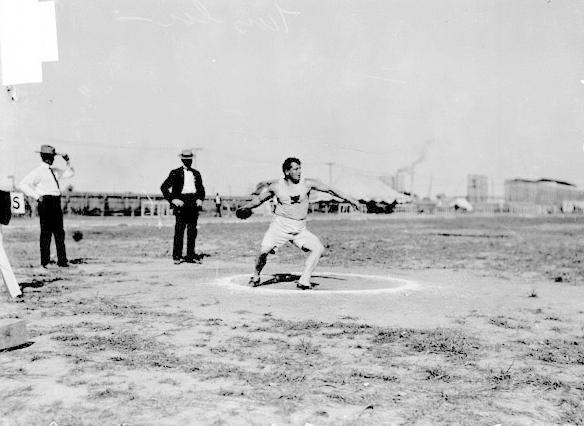
Un lancio di John Flanagan, quarto classificato.